# Fort Campbell

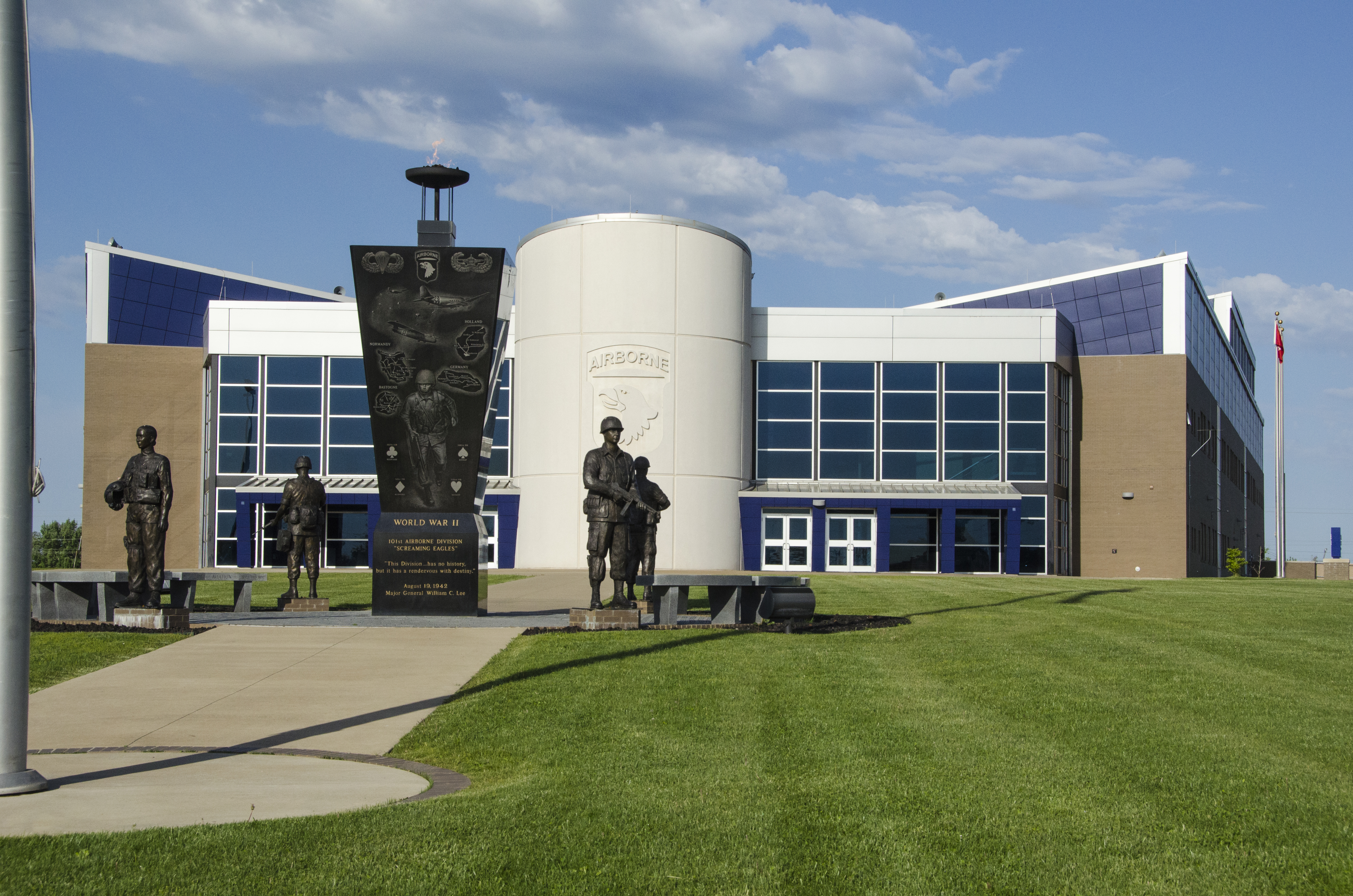
Högkvarter för 101st Airborne Division på Fort Campbell.

Fort Campbell är en militär anläggning tillhörande USA:s armé som är belägen på båda sidor av gränsen mellan delstaterna Kentucky (Christian County) och Tennessee (Montgomery County) i den norra delem av staden Clarksville. Postadressen till Fort Campbell är i Kentucky.

## Bakgrund
Basen uppfördes 1942 under andra världskriget som en tillfällig anläggning och är uppkallad efter William B. Campbell som var den siste av Tennessees guvernörer som tillhörde Whigpartiet. 1950 blev det en permanent anläggning och har genom åren sedan dess varit basering för flera infanteri och pansarförband. Sedan 2002 har förbanden vid Fort Campbell varit bland de i USA:s väpnade styrkor som skickats på flest missioner.

## Verksamhet
Fort Campbell är förläggningsplats för 101st Airborne Division, en infanteridivision utrustad för luftlandsättning. Ett annat förband är 160th Special Operations Aviation Regiment (Airborne) som är ett helikopterregemente som förfogar över 140 styckentransporthelikoptar av typerna CH-47 Chinook och UH-60 Black Hawk. Ytterligare ett förband är 5th Special Forces Group som ingår i gröna baskrarna.